# Alberto Bagnai
Alberto Bagnai (né le 10 décembre 1962  à Florence) est un économiste et homme politique italien, éditorialiste de il Fatto Quotidiano et il Giornale, élu Sénateur de la République Italienne pour la Circonscription proportionnelle de la région des Abruzzes avec la Ligue de Matteo Salvini aux élections du 4 mars 2018.
Bagnai est professeur associé à l'université de Pescara et chercheur associé au Centre de recherche en économie appliquée à la mondialisation (CREAM) de l'université de Rouen. Ses domaines principaux de recherche sont le post-keynésianisme, la macroéconomie, l'économétrie.
Son site internet goofynomics, créé en 2011, est devenu l'un des plus suivis en Italie avec un bon classement dans la catégorie « économie et finances » en novembre 2013

## Biographie
Alberto Bagnai est né en 1962 à Florence. Après des études au lycée classique Dante Alighieri à Rome, il a étudié l'économie à l'Université de Rome « La Sapienza », où il a eu comme professeurs Federico Caffè, Mario Arcellis, Giancarlo Gandolfo et Francesco Carlucci. Il est diplômé en économie en 1989 avec une thèse en économétrie intitulée « Procédures pour l'estimation et la vérification d'hypothèses économétriques », puis   en 1994 il a soutenu une thèse de doctorat en sciences économiques sur « La durabilité et les parcours dynamiques de la dette publique en Italie » 
En 2005, il est devenu professeur agrégé de politique économique  à la Faculté d'Économie de l'Université Gabriele d'Annunzio de Chieti et Pescara.
En 2013 il devient associé de recherche au CREAM à l'Université de Rouen en France et membre du conseil d'administration de l'International Network for Economic Research (Réseau International pour la Recherche Economique).
La même année, il fonde l'Association italienne pour l'étude des asymétries économiques, qu'il préside actuellement.

## Travaux économiques
Les enseignements de Bagnai portent sur la vision orthodoxe keynésienne déjà élaborée par économistes  tels que James Meade, Anthony Thirlwall et Martin Feldstein, selon laquelle il n'y a pas les conditions structurelles afin que l'Europe puisse adopter une monnaie unique. Dans ce contexte et en profond désaccord avec d'autres économistes, il considère que le principe de la convergence vers les paramètres rigides prévues par le Traité de Maastricht, repris ensuite par Pacte de stabilité et de croissance en 1997 et en outre réaffirmé en 2012 avec le Pacte budgétaire européen, est logiquement incompatible avec le partage d'un projet politique commun et donc avec la création d'une Europe fédérale, seule condition préalable à la durabilité efficace d'une monnaie unique européen à la place des monnaies nationales.
Bagnai estime que les déséquilibres macroéconomiques qui se sont accumulés dans la zone euro durant les quinze dernières années ne sont pas causés par un problème de non-viabilité des dettes publiques, que dans les années précédant la crise des subprimes étaient maintenus sous contrôle par les décideurs politiques, mais dans l'emprunt excessif à l'étranger par les ménages et les entreprises generé par l'adoption d'une monnaie forte. La même position a été soutenue par Vítor Constâncio, le vice-gouverneur de la Banque centrale européenne.
Sur le sujet des unions monétaires et des enjeux de l’euroïsation de l'Europe, Bagnai s'est reporté en particulier au travail de l'économiste argentin Roberto Frenkel. Ce dernier a analysé la dynamique induite par la dollarisation de l'Argentine et de la crise économique survenue entre 1998 et 2002. Cette dynamique est résumée dans les sept étapes du cycle de Frenkel qui explique ce qui se passe dans les pays les plus faibles quand, en l'absence d'une compensation des déséquilibres et en présence d'une forte libéralisation du marché des capitaux, ils ancrent leur monnaie à une monnaie plus forte.
Dans le même temps, en se référant à la pensée de Nicholas Kaldor, Bagnai soutiens que rejoindre la zone euro, en limitant les exportations de l'Italie, a eu un impact négatif sur la productivité de l'économie italienne. Ce point de vue est contesté par les économistes comme Francesco Daveri, qui voit plutôt la cause de la baisse de la productivité dans la mise en œuvre imparfaite des réformes du marché du travail (une hypothèse initialement avancée par Robert Gordon). Ce modèle est contesté par d'autres économistes, y compris Michele Boldrin, qui croit que le déclin de l'économie italienne est imputable en général aux erreurs de sa classe politique, et Emiliano Brancaccio, qui conteste la validité des modèles d'analyse et les théories de référence adoptées par Bagnai, et se trouve en désaccord sur ses prévisions positives au sujet de la dynamique des variables monétaires dans le cas d'abandon de la monnaie unique.
En 2013, Bagnai a signé avec d'autres économistes européens de différentes orientations idéologiques (tels que Frits Bolkestein, Hans-Olaf Henkel, Costas Lapavitsas et Jacques Sapir) le Manifeste de la solidarité européenne.
En prenant acte de l'échec du projet d'intégration monétaire, le Manifeste préconise le démantèlement de la sécession des pays les plus compétitifs, selon une ligne de pensée commune, exprimée par l'économiste polonais Stefan Kawalec et par des économistes tels que Joseph Stiglitz et Luigi Zingales.

## Divulgation
Depuis janvier 2010, en parallèle de l'activité de recherche, il entreprend une activité comme communicateur et éditorialiste. Il écrit sur les sites sbilanciamoci.info et lavoce.info, et à partir de novembre 2011, il est l'auteur du blog Goofynomics, dont le succès est confirmé par le Macchia Nera Awards 2013  et 2014 , où elle est votée définitivement dans les sites italiens d'économie plus suivi, juste derrière le site de Il Sole 24 ORE.
À la suite de la bonne popularité sur le web, Bagnai est devenu éditorialiste pour les journaux il Fatto Quotidiano , il Giornale. Il est souvent interviewé pour Il Tempo de Rome et le quotidien en ligne Affaritaliani.it.
Il est aussi invité chez les programmes radiotélévisés d'information et d'actualité, telles que le journal télévisé TGcom24 du groupe Mediaset, Onda libera sur Radio Padania Libera, Omnibus et Piazzapulita sur LA7.

### Essais
Alberto Bagnai a obtenu un bon succès comme essayiste.
Son premier livre pour le grand public, Il tramonto dell'euro (Le coucher de soleil de l'euro) en 2012, a reçu le Prix Canova Club de littérature économique et financier de l'année 2013.
Son premier succès a été suivi à la fin de 2014 par un deuxième essai, L'Italia può farcela (l'Italie peut réussir ), publié par il Saggiatore, qui en quelques mois a occupé les meilleures places des palmarès des ventes, en devenant l'un des best-sellers sur l'économie de l'année.

## Activité musicale
Alberto Bagnai est aussi un musicien, ayant obtenu le diplôme universitaire de premier niveau de "Maître du clavecin" en 2008 au Conservatoire Sainte-Cécile à Rome et de deuxième niveau de Flûte à bec en 2010 au Conservatorio Luisa D'Annunzio de Pescara. Il joue le clavecin dans divers ensembles de  musique baroque (Collegium Pro Musica, Accademia Ottoboni, Musica Antiqua Latina) et il fait maintenant partie des associations culturelles Musica Perduta (Musique Perdue) et Cappella Lodovicea. Il a pris part à des festivals de musique en Italie et à l'étranger, qui comprendent parmi les plus récents : le Festival baroque de San Gimignano en 2009, 2010 et 2013 ; l'exposition «Segni barocchi» de Foligno en 2011, 2012 et 2014 et les concerts «Musique et mémoire» de Luxeuil-les-Bains (France) en 2013 et 2014.
Il a enregistré avec l'Ensemble Musica Perduta les sonates pour violoncelle de Francesco Maria Zuccari (Brilliant Classics, 94306) et certains chantés inouï de Georg Friedrich Haendel (Brilliant Classics, 94426) et de Giovanni Battista Pergolesi (Brilliant Classics, 94763).

## Publications

### Livres
- (it) Alberto Bagnai, Modelli empirici di aggiustamento e crescita – Appunti per un corso di macroeconomia dello sviluppo, Roma, Aracne, 2005 (ISBN 885480097X)
- (it) Alberto Bagnai et Mongeau Ospina, La crescita della Cina – Scenari e implicazioni per altri poli dell'economia globale, Milano, Franco Angeli, 2010 (ISBN 9788856817379)
- (it) Alberto Bagnai, Il tramonto dell'euro : Come e perché la fine della moneta unica salverebbe democrazia e benessere in Europa, Reggio Emilia, Imprimatur, 2012 (ISBN 9788897949282)
- (it) Alberto Bagnai, L'Italia può farcela : Equità, flessibilità, democrazia. Strategie per vivere nella globalizzazione, Milano, Il Saggiatore, 2014 (ISBN 8842820482)

### Publications originales
- (en) Bagnai, A. Mongeau Ospina, C.A., « Long- and short-run asymmetries and hysteresis in the Italian gasoline market », Energy Policy, no 78,‎ 2015, p. 41-50 (DOI 10.1016/j.enpol.2014.12.017)
- (en) Bagnai, A., « Introduction to the symposium: The euro, manage it or leave it! », Comparative Economic Studies, no 55,‎ 2013, p. 381-386 (DOI 10.1057/ces.2013.23)
- (en) Bagnai, A., Sarra, A., « Small business industrial clusters in China and Italy », China Economic Review, vol. 23,‎ 2012, p. 591-592 (DOI 10.1016/j.chieco.2012.05.003)
- (it) Bagnai, A., « Crisi finanziaria e governo dell'economia », Costituzionalismo.it,‎ 2011 (lire en ligne)
- (en) Bagnai, A., « Twin deficits in CEEC economies: evidence from panel unit root tests », Economics Bulletin, no 30,‎ 2010, p. 1071-1081
- (en) Bagnai, A., « Structural breaks, cointegration, and the empirics of Thirlwall’s law », Applied Economics, no 42,‎ 2010, p. 1315-1329
- (en) Bagnai, A., « The role of China in global external imbalances », China Economic Review, no 20,‎ 2009, p. 508-526
- (en) Bagnai, A., Carlucci, F., Schiattarella, R., Tancioni, M., « Il modello FGB-STEP in prospettiva comparativa », Economia&Lavoro, no 1,‎ 2007, p. 193-196
- (it) Bagnai, A., Carlucci, F., Schiattarella, R., Tancioni, M., « FGB-STEP: un modello di simulazione per l’analisi del mercato del lavoro », Economia&Lavoro, no 3,‎ 2006, p. 123-149
- (en) Bagnai, A., « Structural breaks and the twin deficits hypothesis », International Economics and Economic Policy, no 3,‎ 2006, p. 137-155
- (en) Bagnai, A., Carlucci, F., « An aggregate model for the European Union », Economic Modelling, no 20,‎ 2003, p. 623-649
- (en) Bagnai, A., Manzocchi, S., « Current-account reversals in developing countries: a perspective on Asian crisis », International Journal of Development Planning Literature, no 14,‎ 1999
- (en) Bagnai, A., Manzocchi, S., « Current-account reversals in developing countries: the role of fundamentals », Open Economies Review, no 10,‎ 1999, p. 143-163
- (en) Bagnai, A., Manzocchi, S., « Unit root tests of capital mobility in the less developed countries », Weltwirtschaftliches Archiv, no 132,‎ 1996, p. 544-557